# Friisk Foriining
Le Friisk Foriining (Société frisonne en français) est une association culturelle de la minorité frisonne de l'Allemagne.
Formée en 1923 sous le nom de Friesisch-Schleswiger Verein (en français : Association frisonne-schleswig), l'association vise le maintien et le développement de la langue et de l'identité des 10 000 Frisons qui vivent dans la région frontalière entre l'Allemagne et le Danemark dans le land de Schleswig-Holstein.
Le Friisk Foriining intègre le Conseil frison avec d'autres organisations régionales du Schleswig-Holstein. Il est également membre associé de l'Union fédéraliste des communautés ethniques européennes (UFCE) et du comité national allemand du BELMR.